# Como Água para Chocolate (livro)
Como Água para Chocolate é um romance da escritora mexicana Laura Esquivel. Foi usado como base para o filme homônimo. Acompanha as histórias com 12 receitas tradicionais mexicanas, uma para cada mês.
Quase 30 anos depois da publicação desta obra, a autora Laura Esquível publicou a continuação El diario de Tita.
O livro é considerado um marco do romance feminista no país, por retratar o espaço doméstico como campo de resistência feminino. O domínio da cozinha permite à protagonista autonomia e uma área "onde sua subjetividade pode aflorar em consonância com sua criatividade e liberdade artística. O fazer culinário, deste modo, acaba por ressignificar as experiências das personagens femininas no romance, pois é da cozinha de onde surgem as estratégias de expressão e de resistência". 
A inspiração da história nasceu da experiência dos primeiros anos da infância de Laura Esquivel, que morou com a avó e a mãe e na cozinha escutava "[...] todo tipo de histórias, mas acima de tudo, histórias de mulheres".

## Personagens
- Josefita "Tita" de la Garza, a protagonista do romance; uma cozinheira talentosa e namorada de Pedro Muzquiz.

- Pedro Muzquiz, namorado de Tita, que se casa com Rosaura para ficar mais perto de Tita.

- Elena "Mama Elena" de la Garza, a antagonista do romance; a mãe viúva e dominadora de Tita.

- Gertrudis de la Garza, irmã mais velha de Tita, filha do meio (e ilegítima) de Mama Elena.

- Rosaura de la Garza, irmã mais velha de Tita, filha mais velha de Mama Elena.

- Dr. John Brown, o médico de família viúvo que se apaixona por Tita. O noivado termina depois que Tita perde a virgindade com Pedro.

- Nacha, a cozinheira do rancho, que é mais mãe para Tita do que Mama Elena.

- Chencha, a empregada do rancho.

- Roberto Muzquiz, filho pequeno de Pedro e Rosaura. Mais tarde, ele morre por causa de algo que comeu.

- Esperanza Muzquiz, filha de Pedro e Rosaura, esposa de Alex Brown. Ela também é a mãe do narrador.

- Alex Brown, filho de John Brown que mais tarde se casa com Esperanza.

- Nicholas, o gerente do rancho.

- Juan Alejandrez, o capitão revolucionário que leva Gertrudis embora e eventualmente se casa com ela.

- Jesús Martinez, o primeiro amor de Chencha. Eles se reencontram depois de muitos anos separados e se casam.

## Receitas
- Janeiro: Tortas de Natal.
- Fevereiro: Bolo Chabela.
- Março: Codornizes em pétalas de rosas.
- Abril: Mole de peru com amêndoas e gergelim.
- Maio: Chorizo nortenho.
- Junho: Massa para fazer fósforos.
- Julho: Caldo de rabinho de boi.
- Agosto: Champandongo.
- Setembro: Chocolate e Bolo-rei.
- Outubro: Rabanadas de Nata.
- Novembro: Feijões gordos com pimentões à Tezcucana.
- Dezembro: Pimentões ao Nogado.